# پشمزان
پشمزان، روستایی در دهستان قلعه‌گنج بخش مرکزی شهرستان قلعه‌گنج در استان کرمان ایران است.

## جمعیت
بر پایه سرشماری عمومی نفوس و مسکن در سال ۱۳۹۵، جمعیت این روستا برابر با ۲۱ نفر (۷ خانوار) بوده‌است.